# Cantiga
Cantiga – gatunek średniowiecznej poezji w języku galicyjsko-portugalskim (gallegoportugués); pieśń jednogłosowa o charakterze świeckim lub sakralnym. Miała wiele form w zależności od treści poetyckiej:
- cantiga de amor – pieśń miłosna
- cantiga de amigo – tęskna kobieca pieśń miłosna
- cantiga de escarnio – pieśń satyryczna
- cantiga de gesta – narracyjna pieśń epicka
- cantiga de Santa Maria – poświęcona kultowi maryjnemu. Najbardziej znanym autorem tego typu cantigas jest kastylijski król Alfons X Mądry

W XIII w. była odpowiednikiem francuskiego virelai i włoskiej laudy.